# Astronesthes lucifer
Astronesthes lucifer is een  straalvinnige vissensoort uit de familie van Stomiidae. De wetenschappelijke naam van de soort is voor het eerst geldig gepubliceerd in 1905 door Gilbert.